# Lentinus brumalis
Зимска рупичавка (лат. Lentinus brumalis) је полипороидна гљива из породице Polyporaceae. Широко је распрострањена, сапротроф је на полеглим деблима различитог листопадног дрвећа. Веома је сличан са длакавом рупичавком (Lentinus arcularius) која има длакаву ивицу клобука.

## Опис
- Клобук - ширине 2 – 8 цм, тамносмеђе, жутосмеђе или црвенкасто смеђе боје. Код младих примерака је конвексан и глатке, сомотасте површине, са старењем постаје раширен и маљав, по сувом времену чехав. Руб је подвијен, гладак, правилан и валовит.

- Хименофор - цеваст, цевчице дужине 2 – 4 мм, крембеле или окер боје, по негде се благо спуштају низ дршку. Поре су широке, округласте, дугуљасто округле или угласте.
- Дршка - висине од 2 - 7 x 0,8 цм, ваљкастог облика, централно постављена, ређе ексцентрична, тврда. потпуно глатка, благо љуспаста, увек светлија од шешира, не постаје црна.

- Месо - изразито жилаво, еластично, беличасто, гљивљи мирис, укус благ, по мало киселкаст или без посебног мириса и укуса.

- Микроскопија - споре 6 – 7 x 2 – 2,5 µм, елиптичне, издужене, мало завијене, глатке, хијалине, са уљаним капљицама. Базидије батинасте, с четири стеригме и базалним кореном. Отисак спора бео. Хифе повезане стезним везама (clamp connection). Хифални систем димитски (dimitic).[1]

## Распрострањење
Зимска рупичавка распрострањена је на свим континетима, посебно у Северној Америци.

## Биологија
Расте појединачно или у мањим групама, углавном зими, али и на јесен и пролеће (по хладном времену) на мртвим гранама и поваљеним деблима листопадног дрвећа, посебно на брези. 

## Употребљивост
Зимска рупичавка нема кулинарску вредност. Није јестива.